# 茲魯博克
50°21′46″N 27°31′1″E / 50.36278°N 27.51694°E
茲魯博克（烏克蘭語：Зрубок），是烏克蘭北部的村莊，隸屬日托米爾州的茲維亞赫爾區。該村始建於1918年，面積0.11平方公里，海拔高度225米，2001年人口14，人口密度每平方公里127.27人。